# Тиньков, Николай Сергеевич
Никола́й Серге́евич Тинько́в (1914—1957) — заместитель командира танкового батальона по политической части 49-й гвардейской танковой бригады 12-го гвардейского танкового корпуса 2-й гвардейской танковой армии 1-го Белорусского фронта, гвардии капитан. Герой Советского Союза.

## Биография
Родился 18 января (31 января по новому стилю) 1914 года в деревне Тиньково ныне Становлянского района Липецкой области в крестьянской семье. Окончил три курса Харьковского машиностроительного техникума. Работал на машиностроительном заводе в городе Краматорске Донецкой области Украины.
В сентябре 1941 года призван в ряды Красной Армии и направлен в действующую армию. Участник Великой Отечественной войны. Воевал на 1-м Белорусском фронте. Член ВКП(б)/КПСС с 1942 года.
Заместитель командира танкового батальона по политической части 49-й гвардейской танковой бригады гвардии капитан Н. С. Тиньков возглавил разведывательную группу передового отряда бригады, которая в январе 1945 года в районе города Сохачев уничтожила два железнодорожных эшелона и много автомашин противника. Умело организовал партполитработу, что обеспечило выполнение боевых задач батальоном.
Указом Президиума Верховного Совета СССР от 24 марта 1945 года за образцовое выполнение боевых заданий командования и проявленные при этом мужество и героизм гвардии капитану Николаю Сергеевичу Тинькову присвоено звание Героя Советского Союза с вручением ордена Ленина и медали «Золотая Звезда».
В 1949 году окончил курсы усовершенствования офицерского состава. 15 октября 1957 года подполковник Н. С. Тиньков погиб при исполнении служебных обязанностей. Похоронен в городе Николаев в Городском некрополе.

## Заслуги
Награждён орденами Ленина, Отечественной войны 1-й и 2-й степеней, тремя орденами Красной Звезды, а также медалями, в числе которых «За боевые заслуги» и «За оборону Сталинграда».